# Mamie Eisenhower
Mamie Geneva Doud Eisenhower (Boone, 14 de novembre de 1896 – Washington DC, 1 de novembre de 1979) va ser l'esposa del president Dwight David Eisenhower, i Primera dama dels Estats Units des de 1953 fins al 1961.

## Infància, família i educació

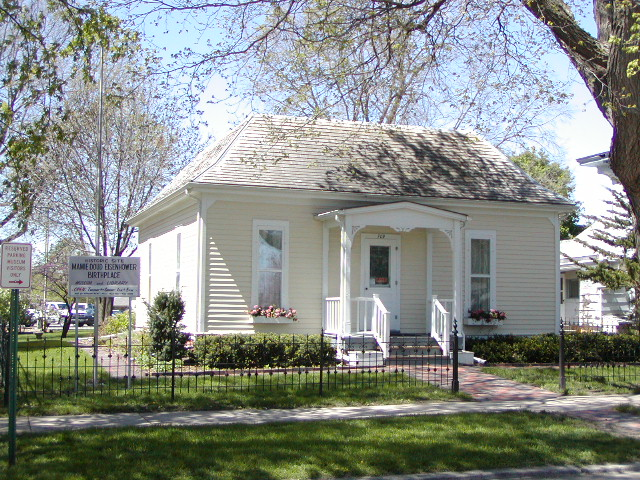
Lloc de naixement de la Primera Dama Mamie Eisenhower, el número 709 del carrer Carroll (abans el 718), a Boone, Iowa.

Mamie va néixer a Boone, Iowa, filla de John Sheldon Doud, un pròsper envasador de productes carnis, i Elivera Mathilda Carlson-Doud. Va créixer dins d'un entorn de relatiu confort a Cedar Rapids, Iowa, Colorado Springs, Colorado, Denver, i la casa d'hivern a Sant Antonio, Texas. El seu pare es va retirar a l'edat de 36 després de fer una fortuna en la seva indústria d'envasament i ella i les seves tres germanes van créixer a grans mansions amb diverses serventes.

## Matrimoni i família
Després d'acabar l'educació a l'escola preparatòria de Miss Wolcott, va conèixer a Dwight D. Eisenhower a San Antonio, Texas a l'octubre de 1915. En ser-li presentat per Lulu Harris, qui fora esposa d'un company oficial a Fort Sam Houston, els dos es van enamorar a primera vista, i Eisenhower, sent oficial de dia, solia convidar-la a que l'acompanyés en les seves rondes. Eisenhower la trobava vivaç i atractiva. Pel baix salari de Eisenhower, sortien a llocs molt econòmics, normalment restaurants mexicans, al cinema o algun xou de vodevil. El Dia dels Enamorats de 1916 ell li va regalar una miniatura del seu anell de graduat de West Point per segellar el seu compromís formal.
El tinent Dwight David Eisenhower, amb 25 anys, es casà amb ella, que tenia 19, l'1 de juliol de 1916, a la casa dels pares de la núvia a Denver, Colorado. Immediatament després d'acabada la cerimònia de noces, oficiada pel reverend Williamson de l'Església Central Presbiteriana de Denver, els joves van anar de lluna de mel un parell de dies a ElDorado Springs, un lloc proper a Denver, i més tard van visitar als pares del nuvi a Abilene abans d'establir-se en la caserna a Fort Sam Houston.

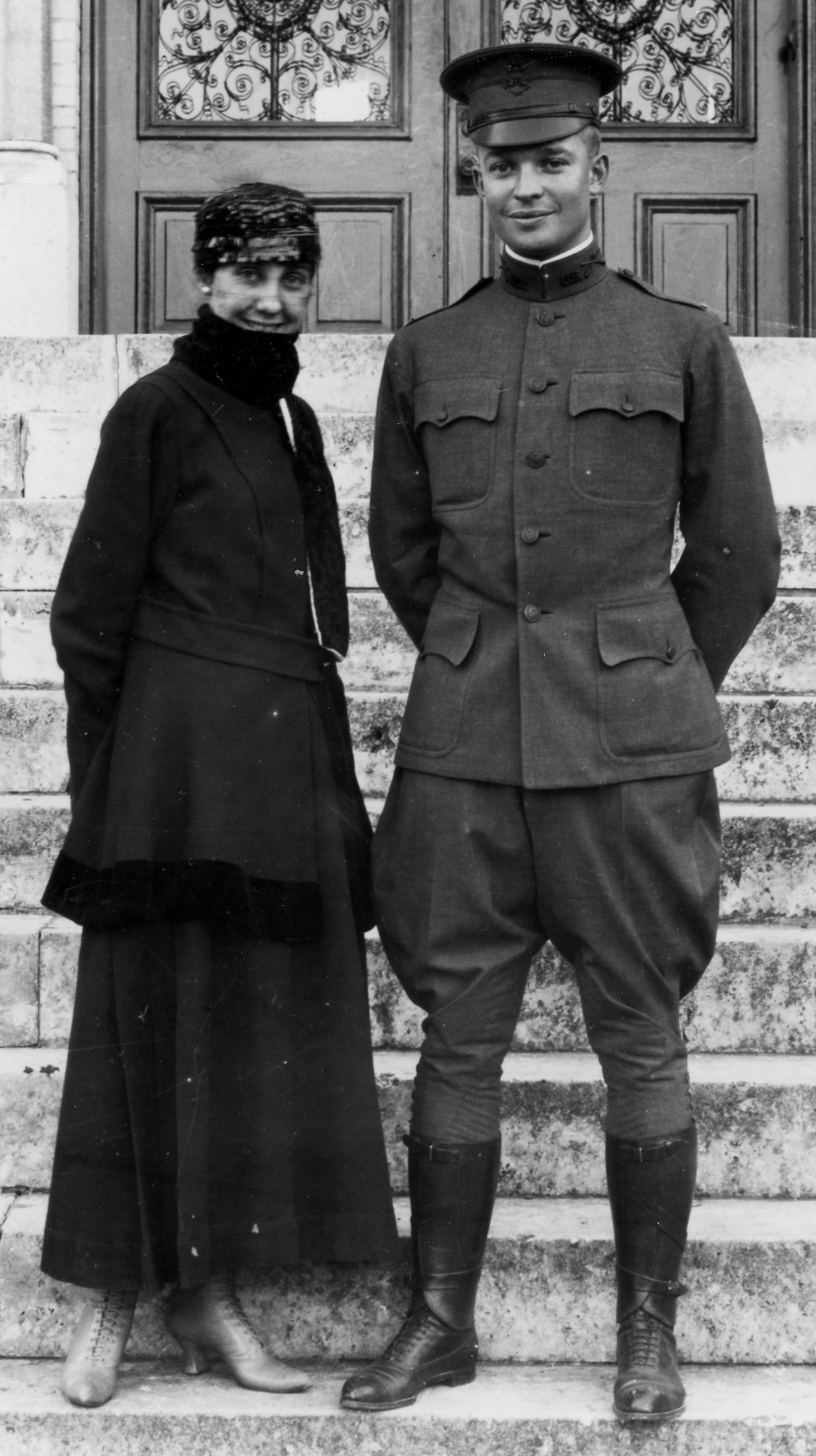
Mamie Eisenhower, amb el seu marit, Dwight, en els graons del Col·legi St. Louis, a San Antonio, Texas, 1916.

Els Eisenhowers varen tenir dos fills:
- Doud "Icky" Dwight Eisenhower (24 de setembre de 1917 – 2 de gener de 1921) va morir de febre escarlatina.
- John Sheldon Doud Eisenhower (3 d'agost de 1922 – 21 de desembre de 2013), soldat, diplomàtic i escriptor. Va néixer a Denver, Colorado, es va graduar a West Point el 1944 i va obtenir el grau de Màster en Literatura Anglesa de la Universitat de Colúmbia el 1950. Després de retirar-se de la carrera militar, va ser nomenat ambaixador a Bèlgica des de 1969 al 1971 per Richard Nixon. Va escriure un relat de la batalla de les Ardenes, The Bitter Woods (1969); Strictly Personal (1974); i Allies: Pearl Harbor to D-Day (1982).

Durant anys, la vida de Mamie Eisenhower va seguir el mateix patró de les moltes altres esposes en l'exèrcit: una successió d'assignacions als Estats Units, a la zona del Canal de Panamà, servei a França i a les Filipines. Durant la Segona Guerra Mundial, on "Ike" destacà, Mamie va viure a Washington DC. Després que ell va esdevenir president de la Universitat de Colúmbia el 1948, els Eisenhower van comprar una granja (que ara forma part del Lloc Històric Nacional Eisenhower) a Gettysburg, Pennsilvània. Va ser la primera casa que van tenir en propietat. Els deures d'ell com a comandant de l'OTAN i els de ella com a amfitriona en una vila propera a París van retardar les labors en la seva llar de somni, que finalment es van acabar el 1955.

## Primera dama dels Estats Units

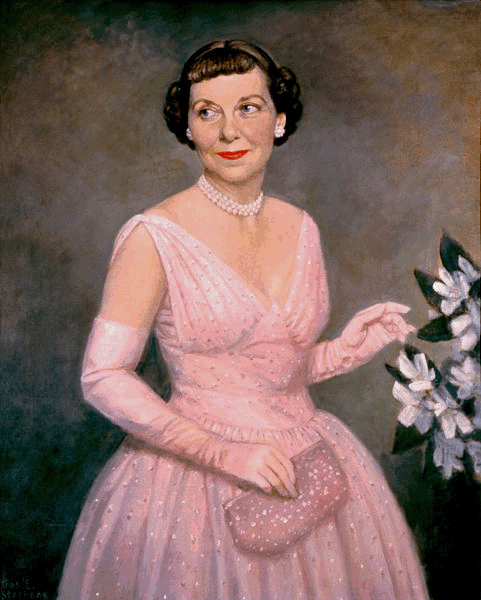
Mamie Eisenhower amb el vestit que va lluir durant la cerimònia d'investidura presidencial, pintada el 1953 per Thomas Stevens

La diplomàcia, i els vols amb avió, al món de la postguerra van portar canvis en l'hospitalitat oficial. Els Eisenhower van convidar a un nombre sense precedents de caps d'estat i líders de governs estrangers. Com a Primera Dama, el seu acompliment airós, el seu gust pels vestits macos, alguns d'ells dissenyats per Scaasi, les joies i l'evident orgull pel seu espòs i la seva llar feien d'ella una Primera dama molt popular. El vestit que va lluir en la investidura del seu espòs és un dels més populars de la col·lecció de vestits inaugurals del Museu d'Història Americana.
Com a Primera dama era una amfitriona perfecta però que agradava de preservar la seva privadesa. Víctima de la malaltia de Ménière, un desordre de l'oïda interna que afecta l'equilibri, Mamie tenia problemes en caminar, espectacle que va provocar rumors infundats que tenia problemes amb la beguda.
Mamie era famosa per la seva frugalitat, es diu que mantenia ferri control sobre els cupons que es dispensaven entre els membres de l'equip de la Casa Blanca. La seva recepta "El Caramel del Milió de Dòlars" va ser preparada per les mestresses de casa de tot el país després que va ser impresa en diverses publicacions.
Com es descriu en les seves múltiples biografies, incloent Upstairs at the White House de J. B. West, Mamie no estava estava conforme amb la idea que John F. Kennedy fos el successor del seu espòs. A pesar que la nova Primera dama Jacqueline Kennedy havia donat a llum a John Jr. per cesària dues setmanes abans, Mamie es va negar a dir-li a Jackie que hi havia una cadira de rodes disponible per al seu ús quan li mostrava les diverses seccions de la Casa Blanca. Veient el descontentament de Mamie durant el recorregut, Jackie va mantenir el seu componiment en la seva presència, esfondrant-se finalment en privat de tornada a casa seva. Quan a Mamie se li va preguntar més tard per què havia fet una cosa així, simplement va respondre: «Perquè ella no m'ho va demanar».

## Últims anys

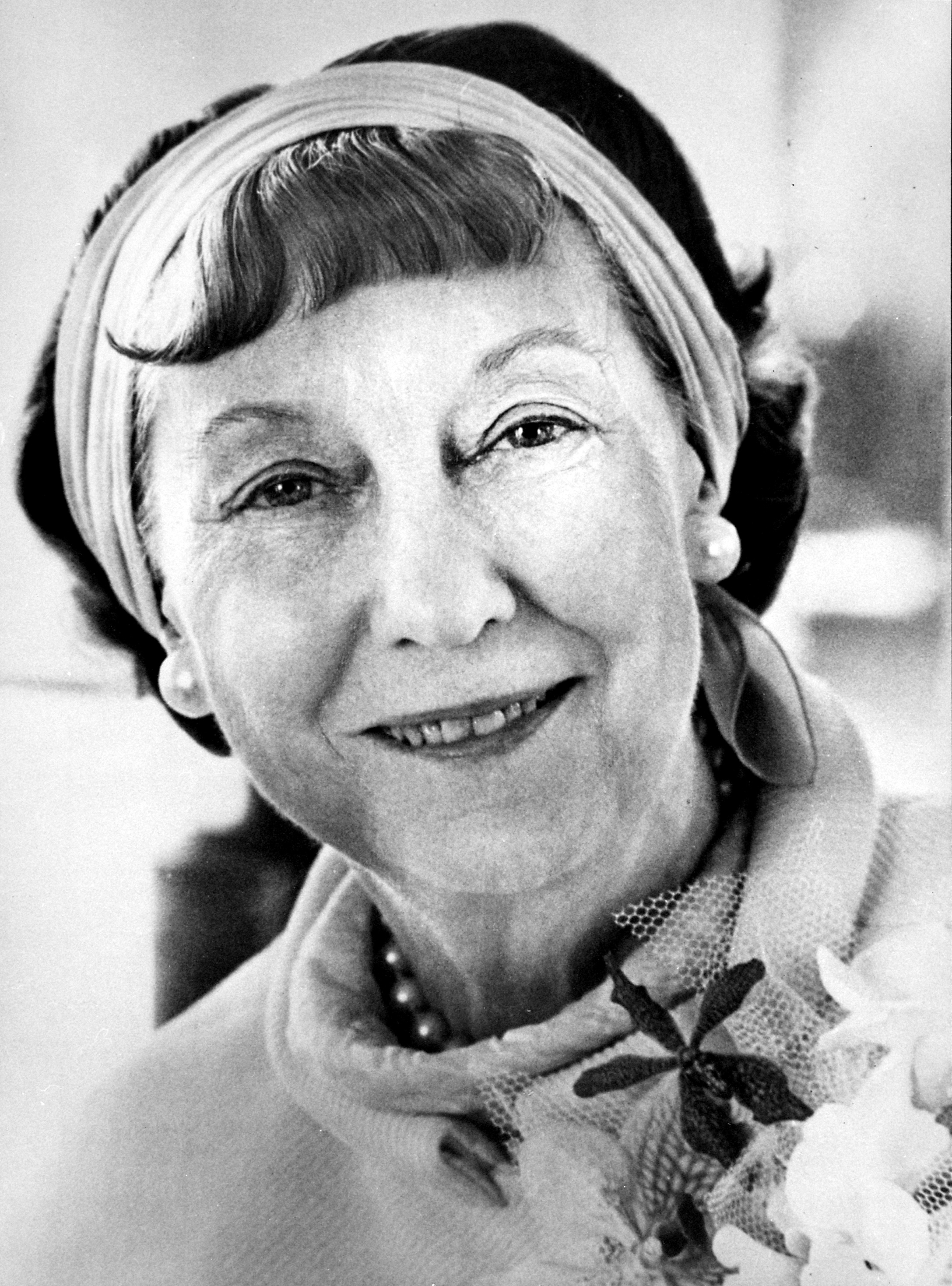
Mamie Eisenhower, retrat del 27 d'abril de 1971

El 1961, Mamie es va retirar amb l'expresident a Gettysburg, Pennsilvània, la seva primera llar permanent. Després de la mort del seu espòs el 1969, va continuar vivint a temps complet en la granja fins que va llogar un apartament a Washington DC, a la fi dels anys 70. Va patir un accident cerebrovascular el 25 de setembre de 1979 i va ser portada d'urgència a l'hospital Walter Reed, on Ike havia mort la dècada anterior. Ja no va sortir de l'hospital. El 31 d'octubre, li va dir a la seva neta Mary Jean que moriria l'endemà. Va morir mentre dormia la matinada de l'1 de novembre, només a unes poques setmanes del seu 83 aniversari. Va ser enterrada al costat del President i del seu primer fill a Abilene, Kansas.